# Blowing Point, Anguilla
Blowing Point är en ort och ett distrikt på Anguilla. Den ligger i den sydvästra delen av landet, 6 kilometer söder om huvudstaden The Valley. Antalet invånare är 870. I Blowing Point finns en färjeterminal för färjorna mellan Anguilla och Saint-Martin.